# Kleurdwerg

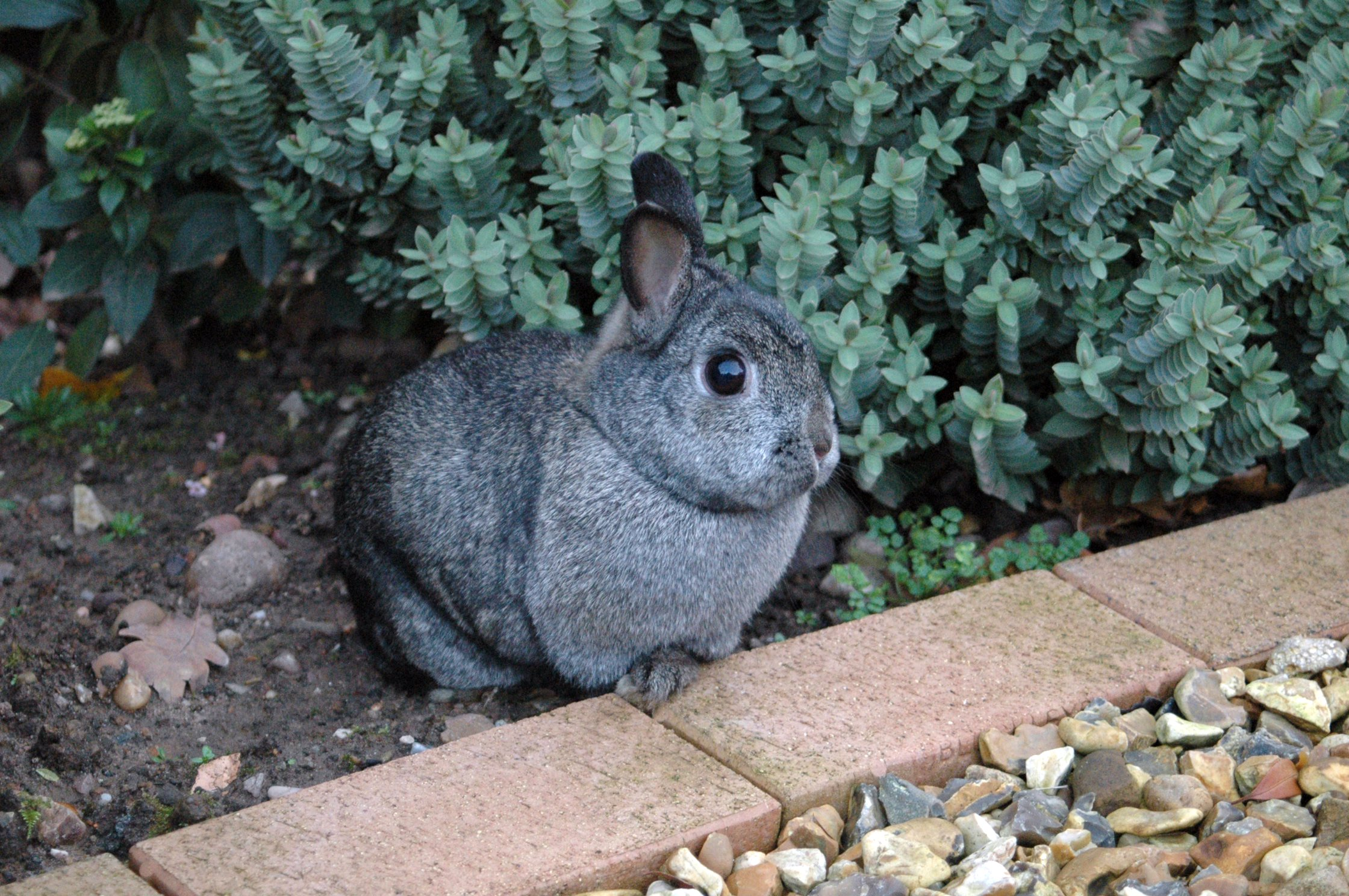
Vrouwelijke kleurdwerg

De kleurdwerg is een klein konijnenras dat tussen de 1 en de 1,3 kilogram weegt, lichter dan de meeste konijnenrassen. Het ras komt oorspronkelijk uit Nederland en is erkend sinds 1940. De dieren worden meestal gehouden als huisdier of gefokt voor tentoonstellingen. Vanwege hun geringe omvang worden ze niet gehouden voor consumptie of voor de vacht.
Ondanks hun geringe omvang hebben de dieren net als andere konijnen voldoende ruimte nodig om te kunnen bewegen.

## Uiterlijk
De kleurdwerg heeft in verhouding tot het lichaam een groot hoofd en grote ogen. Dit is een gevolg van fokken op genetische dwerggroei. De oren zijn klein en bevinden zich hoog op het hoofd. Gekruist met andere rassen blijven veel van de dwergachtige eigenschappen aanwezig.